# Werner Mang

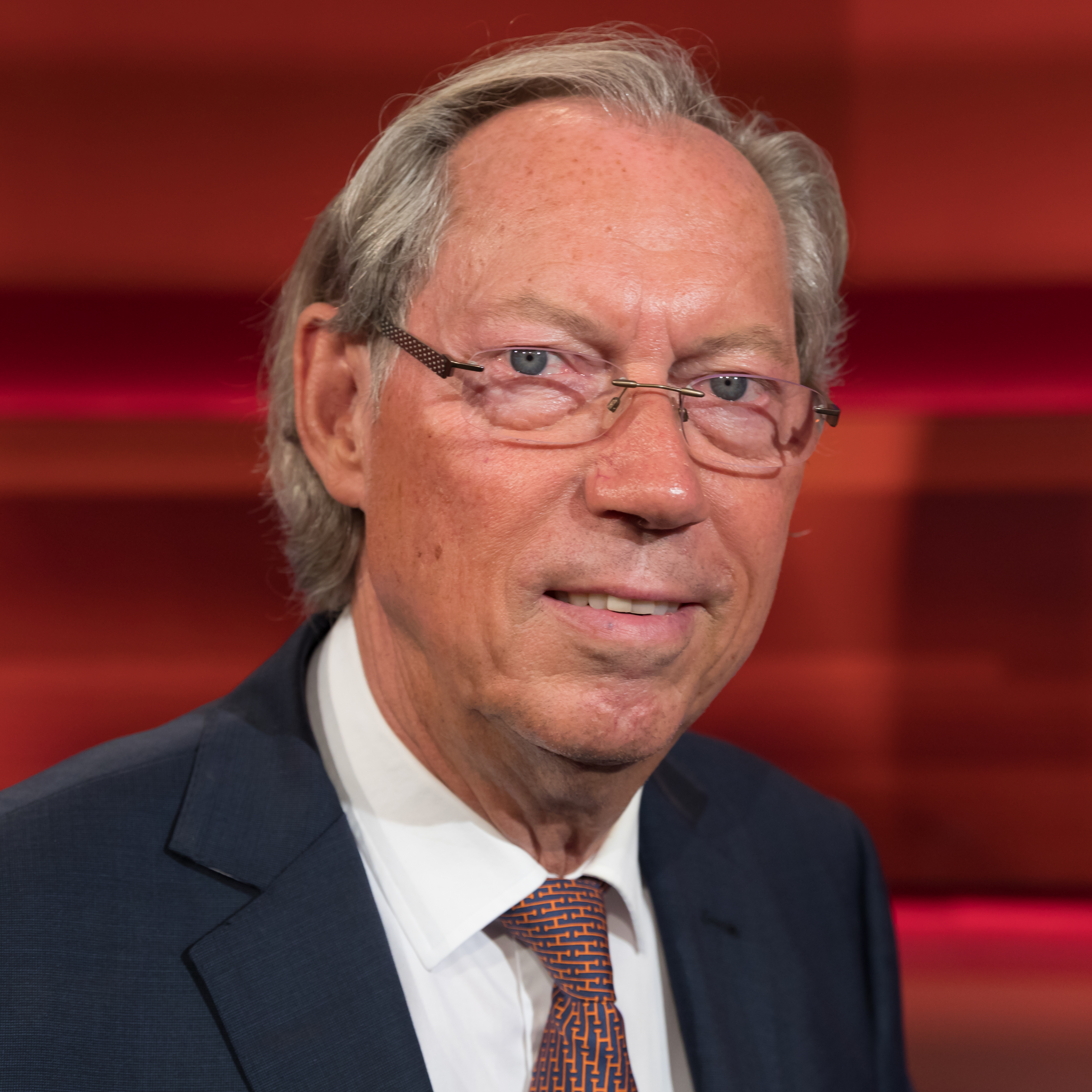
Werner Mang, 2019

Werner Lothar Mang (* 4. September 1949 in Ulm) ist ein deutscher HNO-Arzt, der auf dem Gebiet der Ästhetischen Chirurgie tätig ist. Er besitzt sowohl einen deutschen als auch einen schweizerischen Pass. Mang erlangte durch Schönheitsoperationen an prominenten Personen internationale Bekanntheit.

## Leben und Wirken
Werner Mang wurde 1949 als zweiter Sohn des Forstdirektors Karl Magnus Mang und dessen Frau Luise, geb. Baur, in Ulm geboren und wuchs in Lindau am Bodensee auf, wohin seine Eltern, die beide aus Babenhausen in Mittelschwaben stammen, 1947 gezogen waren, nachdem seinem Vater die Leitung des dortigen Staatlichen Forstamtes übertragen worden war. 1968 legte Mang am Bodensee-Gymnasium Lindau sein Abitur ab.
Er studierte an der Technischen Universität München Medizin. Bereits während seines Studiums suchte Mang den Kontakt zu Ivo Pitanguy in Rio de Janeiro, einem Pionier der plastischen Chirurgie. Im Jahr 1974 schloss er sein Studium ab und wurde im selben Jahr mit der Arbeit Die konservative und operative Behandlung distaler Humerusbrüche an der Technischen Universität München promoviert.
1980 wurde er Facharzt für Hals-, Nasen- und Ohrenheilkunde. Anschließend wendete er sich dem Gebiet der Plastischen Chirurgie zu und war ab 1982 als Oberarzt am Klinikum rechts der Isar der Technischen Universität München unter der Leitung von Werner Schwab tätig. 1984 habilitierte er sich mit der Schrift Das Plattenepithelkarzinom der Tonsilla palatina und dessen Einfluss auf das immunologische System beim Menschen. Mang gründete 1989 die Bodenseeklinik in Lindau, deren ärztlicher Direktor er ist.
1987 gründete er die Deutsche Gesellschaft für Ästhetische Medizin, in der er zwölf Jahre lang das Präsidentenamt innehatte. Von 2007 bis 2012 war er Vorstandsvorsitzender und medizinischer Leiter der Mang Medical One Klinikgruppe.
Mang war einer der ersten Ärzte in Deutschland, der Schönheitsoperationen durchführte, und erreichte dadurch breite öffentliche Bekanntheit. Er schrieb mehrere Bücher und vertrieb zeitweise eine Serie von Kosmetikprodukten über einen Teleshopping-Kanal. Seine öffentlichen Auftritte sind häufig Gegenstand medialer Berichterstattung. Darüber hinaus war Mang in verschiedenen Dokumentationen, Interviews und Talkrunden zu sehen.
Über die Familienstiftung Professor Mang kaufte Mang mehr als ein Dutzend Altstadthäuser in Lindau auf und sanierte diese. 2012 erwarb Mang das mittelalterliche Schloss Altenburg bei Feldkirchen-Westerham, um dort eine Fachklinik für Psychosomatik zu errichten, 2015 verkaufte er das Schloss jedoch wieder an einen Investor aus Kasachstan. Mang ist Pescetarier.

### Soziales Engagement
Mang ist Vorsitzender der Professor-Mang-Stiftung, die Kinder aus sozial schwachen Familien operativ versorgt. Außerdem werden Opfer von Gewalttaten behandelt. 2012 operierte Mang einen nepalesischen Jungen, der durch einen großen Gesichtstumor am Sprechen und am Essen gehindert wurde. In einer achtstündigen Operation wurde der Tumor vollständig entfernt und anschließend das Gesicht rekonstruiert. Mang versorgt zudem seit vielen Jahren die Opfer des Flugshow-Unglücks von Ramstein, bei denen er kostenlose Operationen zur Gesichtsrekonstruktion durchführt.
Mang ist Pate bei dem Projekt „Tu Gutes mit Gutem“, und Mitglied im Club der „Royal-Fishing-Kinderhilfe“, der sich für die Belange sozial benachteiligter Kinder einsetzt.

## Auszeichnungen (Auswahl)
- 2003: Ehrenpräsident Deutsche Gesellschaft für Ästhetische Medizin[15]
- 2007: Medizin-Verlag Springer, Heidelberg[16]
- 2011: Health-Media-Award für sein Lebenswerk[17]
- Honorarprofessur in Russland[18]

## Mitgliedschaften
- America Society of Facial Plastic Surgery
- Canadian Society of Facial Plastic Surgery
- Vorsitzender der Weltgesellschaft für Ästhetische Chirurgie (WASS)
- Ehrenmitglied der Spanischen Gesellschaft für Ästhetische Medizin
- Mitglied der Deutschen Gesellschaft für Plastische und Wiederherstellungschirurgie
- Präsident der Internationalen Gesellschaft für Ästhetische Medizin
- Gründungspräsident der Deutschen Gesellschaft für Ästhetische Chirurgie
- Mitglied der Bayerischen Gesellschaft für Chirurgie[19]

## Bodenseeklinik

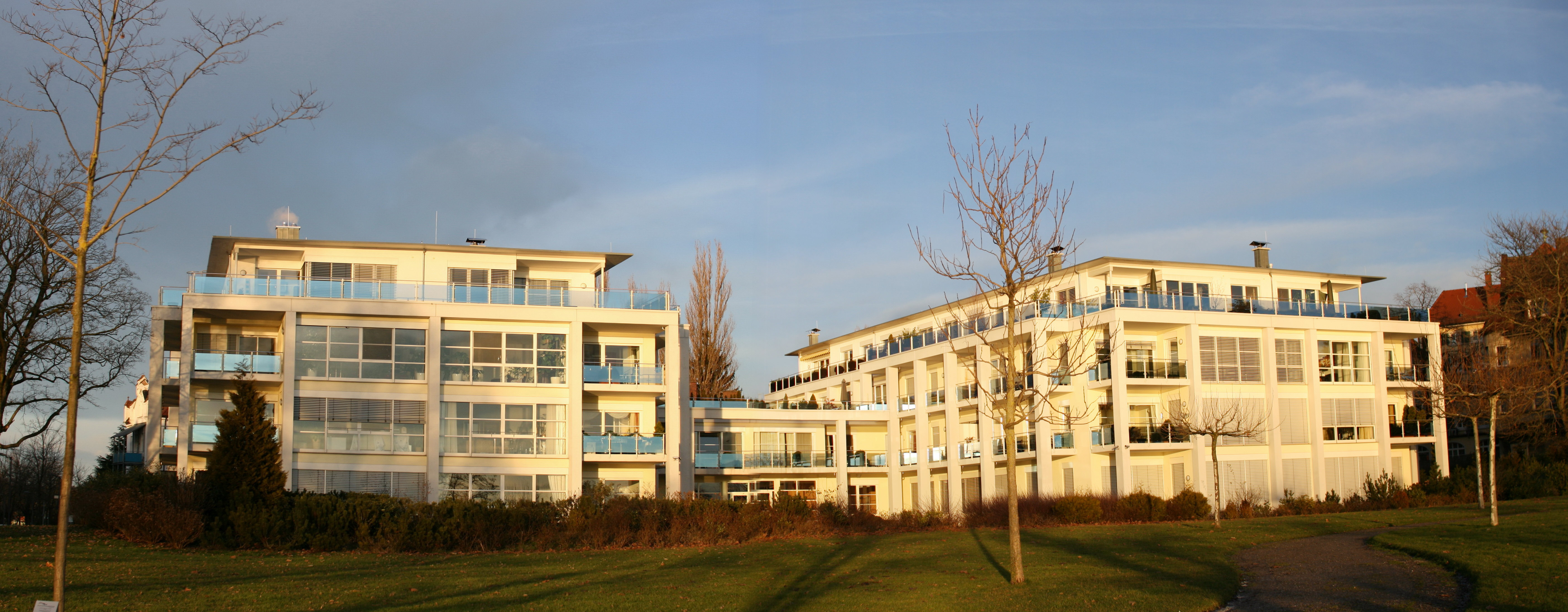
Bodenseeklinik in Lindau

Die Bodenseeklinik in Lindau, deren ärztlicher Direktor Mang ist, geht auf eine 1990 gegründete kleine Privatklinik für Plastische Chirurgie mit operativer Tätigkeit am Kreiskrankenhaus Lindau zurück. Die Klinik wuchs von zunächst sechs auf zehn und dann zwanzig Betten an. Im Jahr 2000 erfolgte der Spatenstich für den 25-Millionen-Euro-Neubau auf der Hinteren Insel, dem westlichen Inselteil, in unmittelbarer Nachbarschaft der ehemaligen Luitpoldkaserne. Der Neubau direkt am Ufer des Bodensees in einer parkähnlichen Landschaft wurde 2003 seiner Bestimmung als Fachklinik für plastisch-ästhetische Chirurgie übergeben. Sie hat 50 Betten auf zwei Stationen, fünf Operationssäle, einen Hörsaal und ein Forschungslabor. Die Klinik beschäftigt zwei Oberärzte für plastische Chirurgie. Es werden ca. 2000 bis 3000 Schönheitsoperationen jedes Jahr in dieser Klinik durchgeführt.

## Kritik
Das Nachrichtenmagazin Der Spiegel warf Mang vor, im Fall von Rechtsstreitigkeiten mit Patienten in mehreren Fällen veränderte Krankenakten vorgelegt zu haben. Dem Spiegel liegen als Beweis Kopien von Originalakten und veränderten Akten vor. Zu einer Verurteilung wegen Urkundendelikten oder ärztlichen Kunstfehlern kam es jedoch nicht.
Weiter berichtet das Nachrichtenmagazin, dass im Jahr 2009 ein Arzt, Joachim Hecker, vorübergehend ohne Approbation eigenständig Operationen in der Bodenseeklinik durchgeführt hatte. Gegen Hecker wurde vom Amtsgericht Kempten ein internationaler Haftbefehl erlassen, der jedoch nach kurzer Zeit wieder aufgehoben wurde. Nach umfangreichen staatsanwaltschaftlichen Durchsuchungen der Bodenseeklinik im Dezember 2011 leitete die Kemptener Staatsanwaltschaft im Februar 2012 ein Ermittlungsverfahren auch gegen Mang selbst ein. Ihm wurde Beihilfe zu gefährlicher Körperverletzung in 274 Fällen vorgeworfen, da er offenbar über längere Zeit wusste, dass dem betreffenden Arzt zuvor wegen eines Steuerdelikts die Approbation entzogen worden war und Mang ihn dennoch Operationen durchführen ließ. Aufgrund der Berichterstattung im Spiegel hatten auch die Präsidenten von drei medizinischen Fachgesellschaften – Wolfgang Gubisch, Präsident der Vereinigung der Deutschen Ästhetisch-Plastischen Chirurgen, Peter Vogt für die Deutsche Gesellschaft der Plastischen, Rekonstruktiven und Ästhetischen Chirurgen und Gerhard Sattler für die Gesellschaft für Ästhetische Chirurgie Deutschland – die zuständige Staatsanwaltschaft aufgefordert, die Praktiken Mangs zu untersuchen. Mang selbst bestritt die Vorwürfe.
Am 25. Januar 2013 wurde bekannt, dass Mang im Januar 2013 vom Amtsgericht Lindau wegen vorsätzlicher Körperverletzung in letztlich noch acht Fällen rechtskräftig zu einer Gesamtgeldstrafe von 200 Tagessätzen verurteilt wurde. Das Gericht sah es als erwiesen an, dass Mang von Januar bis April 2009 in seiner Klinik den Arzt Joachim Hecker habe operieren lassen, obwohl er wusste, dass dieser über keine gültige Approbation verfügte.
Außerdem wird der Internetauftritt der Klinik kritisiert, aufgrund der dort veröffentlichten Bezeichnung „Schönheitsklinik für Plastische und Ästhetische Chirurgie“. Dadurch würde der Eindruck erweckt, Mang sei Facharzt für Plastische und Ästhetische Chirurgie. Tatsächlich verwendet Mang diese Bezeichnung nicht, er ist Facharzt für HNO-Heilkunde mit der Zusatzqualifikation Plastische Operationen. Mang absolvierte seine Ausbildung in den 1970ern, die Facharztausbildung für Plastische und Ästhetische Chirurgie besteht erst seit 2005. Mangs damals erworbene Qualifikation dient ebenso als Nachweis für die medizinische Kompetenz auf seinem Fachgebiet und gewährleistet die Qualitätssicherung für die Patientenversorgung.
Auch die dargestellte wissenschaftliche Bedeutung Mangs für das Gebiet der ästhetischen Chirurgie wird in bestimmten Fachkreisen in Frage gestellt. Jedoch ist Mang Vorsitzender mehrerer wichtiger medizinischer Gesellschaften.
Zudem präsentiert er regelmäßig auf verschiedenen Kongressen wissenschaftliche Beiträge und erlangte durch diese auch internationale Bekanntheit.
In der Hohenloher Zeitung wurde ein Fall beschrieben, in dem Vorher-nachher-Bilder einer Brust-OP ohne Einwilligung auf der Website veröffentlicht wurden. Die Bodenseeklinik zahlte der Patientin 3000 Euro Schadenersatz.
Im Mai 2016 berichtete der Südkurier über einen Fall des Mobbings innerhalb der Bodenseeklinik. Eine langjährige Mitarbeiterin soll in ihrer anhaltenden krankheitsbedingten Abwesenheit mehrfach von Mang selbst und weiteren Mitarbeitern telefonisch und über WhatsApp unter Druck gesetzt worden sein. Das Arbeitsgericht Kempten gab der Mitarbeiterin letztendlich Recht und sprach ihr eine Entschädigung in Höhe von 14.000 Euro zu. Zusätzlich erhielt Mang ein Kontaktverbot zu der ehemaligen Mitarbeiterin.
Im Dezember 2019 kaufte Mang die unter Denkmalschutz stehende sogenannte Torfschlupfe, ein ehemaliges Eisenbahn-Torflager auf der Lindauer Insel, und beantragte deren Abriss im Lindauer Stadtrat. In einer nicht-öffentlichen Sitzung stimmte der Stadtrat dem Vorhaben zu. Nach Kritik an dem Beschluss aus der Öffentlichkeit, vom Bayerischen Landesamt für Denkmalpflege und dem Einschalten der Regierung von Schwaben wegen Unüblichkeiten bei der Stadtratssitzung, gab Mang das Grundstück an die Bahn zurück.

## Veröffentlichungen (Auswahl)
- mit Johannes Bischko: Die Meridiane Yin und Yang sowie die Lage und Bedeutung ihrer Haupt-, Spezial-, Reunions-, Kardinal- und Meisterpunkte. Biologisch-Medizinische Verlags-Gesellschaft, 1979, ISBN 3-921988-23-3
- Modifikationen bei der Anthelixplastik und der Nasenkorrektur sowie Möglichkeiten der Kollagen-Injektion. Laryng Rhinol Otol, 1985.
- Technik und Ergebnisse der Behandlung mit injizierbarem Kollagen. In: Helmut Heinrich Wolff, Wilfried Schmeller (Hrsg.) Fehlbildungen Nävi Melanome (Fortschritte der operativen Dermatologie, Bd. II.) Springer, Berlin/Heidelberg 1985, ISBN 978-3-540-15713-7.
- Zyderm Kollagen-Implantat. Eine sinnvolle Ergänzung in der ästhetischen Kopf-Hals-Chirurgie? In: Gerhard Pfeifer (Hrsg.) Die Ästhetik von Form und Funktion in der plastischen und Wiederherstellungschirurgie. Springer, 1985, ISBN 3-540-15829-4.
- Injizierbares Kollagen – eine neue Behandlungsmethode zur Korrektur ästhetisch störender Altersveränderungen. Früh- und Spätergebnisse. In: Hellmut Neubauer (Hrsg.) Plastische- und Wiederherstellungschirurgie des Alters. Springer, 1986, ISBN 3-540-16285-2.
- Ästhetische Gesichtschirurgie. In: Johann Odar (Hrsg.) Techniken und Methoden der modernen Medizin. Steinkopff-Verlag, Darmstadt 1990, ISBN 978-3-7985-0818-7.
- Fehler und Gefahren bei ästhetischen Nasenkorrekturen. In: Hans-Joachim Neumann (Hrsg.) Ästhetische und plastisch-rekonstruktive Gesichtschirurgie. Einhorn-Presse-Verlag, Reinbek 1993, ISBN 3-88756-524-X.
- mit Rahim Rahmanzadeh: Funktionell ästhetische Septorhinoplastiken. In: Rahim Rahmanzadeh, Eike-Eric Scheller (Hrsg.) Alloplastische Verfahren und mikrochirurgische Maßnahmen. Einhorn-Presse, Reinbek 1994, ISBN 3-88756-481-2.
- als Hrsg.: Ästhetische Chirurgie. Einhorn-Presse, Reinbek 1996, ISBN 3-88756-527-4.
- Manual of Aesthetic Surgery 1. Springer, Heidelberg 2002, ISBN 978-3-540-66512-0.
- Manual of Aesthetic Surgery 2. Springer, Heidelberg 2005, ISBN 978-3-540-66553-3.
- Schönheit maßgeschneidert. Alles über Schönheitsoperationen. Econ, Berlin 2005, ISBN 3-430-16264-5.
- Mein Schönheitsbuch. Die Wahrheit – Haifischbecken Schönheitschirurgie. Trias, Stuttgart 2006, ISBN 3-8304-3133-3.
- Tipps und Tricks für den ästhetisch-plastischen Chirurgen. Springer, Heidelberg 2007, ISBN 3-540-28409-5.
- Verlogene Schönheit: Vom falschen Glanz und eitlen Wahn. C. Bertelsmann Verlag, München 2009, ISBN 978-3-570-10018-9.
- Das wird ja immer schöner ... Autobiografie eines Schönheitschirurgen. Aufgezeichnet von Thomas Schneider, Orell Füssli, Zürich 2016, ISBN 978-3-280-05581-6.
- Iss dich schön! Pescetarier – die neue Lebensart. HOWTO mit Prof. Mang. Molino Verlag, Leonberg 2022, ISBN 978-3-948696-24-5.